# Chantal Andere
Jacqueline Chantal Fernández Andere de Rivero (Cidade do México, 25 de Janeiro de 1972) é uma atriz, apresentadora e cantora mexicana. É filha da atriz Jacqueline Andere. É conhecida no Brasil pelas novelas Marimar, La Usurpadora, La intrusa, Amor real, Destilando amor, Sortilegio e Mi fortuna es amarte.

## Biografia
Chantal decidiu seguir os passos de sua  mãe famosa,a atriz Jacqueline Andere, e por isso desde garota já sabia que queria atuar. Antes da sua estreia profissional em 1983, Chantal estudou teatro, canto e dança. Pronto começou sua carreira com a peça teatral Polo Bola Amarela.
Desde então começou a trabalhar no teatro e mais tarde na televisão. Uma das áreas onde tem sido mais capaz de se desenvolver são as novelas. Chantal começou a carreira musical em 1990. Ela lançou 3 discos no México pela gravadora Melody digital, o primeiro álbum lançado no mesmo ano era intitulado Regresa produzido e composto por Rafael Pérez Botija contendo singles como Regresa, Virgínia, Tu Piel e Músculo. Em 1992 lançou seu segundo álbum Chantal que foi produzido por Mariano Pérez Bautista contendo singles como Hey Mami, Contigo el amor es mucho más, Manuel, Yo sé, Muchachito, Déjame ser (para ti), Duele, entre outros. Em 1995 lançou seu último álbum Tentaciones tendo singles como Puritana, Robame, Tentacion entre outros, a partir deste ano, Chantal passou a se dedicar a carreira como atriz.
Chantal é conhecida por suas personagens vilãs em várias telenovelas, mas também mostrou a sua capacidade para interpretar a série cômica Diseñador ambos os sexos, que dá vida a uma mulher muito engraçada. Referindo-se ao seu lado do comediante Diseñador em ambos os sexos ela disse que sentia muito feliz porque o povo aceitou-o muito bem. Ficou muito conhecida no Brasil por interpretar, a Estefanie Bracho na novela A Usurpadora no ano de 1998, o seu papel era de uma mulher frustrada e traida pelo seu marido Willy Monteiro, interpretado por Juan Pablo Gamboa. Também é conhecida no Brasil por interpretar a maquiavélica e grande vilã Angélica de Marimar, onde ela faz de tudo para afastar a moça do enteado Sérgio, chegando a fazê-la tirar uma pulseira da lama com os dentes, uma das cenas mais clássicas das novelas mexicanas.
A produtora Carla Estrada lhe deu a oportunidade de estrelar um papel na novela Amor real, que também foi exibida no Brasil, ela desempenhou papel de Antonia Morales, que vive um amor por Manuel Guerra Fuentes Fernando Colunga e torna a vida impossível para Matilde Peñalver Adela Noriega.
Em 2005 participa como antagonistas na telenovela Barrera de amor, uma produção de Ernesto Alonso. Com a partida de Itatí Cantoral do musical "Cabaret" ela se torna a próxima estrela do musical.
Chantal se casou em 2001 com o produtor Roberto Gómez Fernández, filho do "Chespirito", com quem não teve filhos e se divorciou após cinco anos de matrimônio, em 2006. Se conheceram através da mãe de Chantal, a atriz Jacqueline Andere.
Em março de 2008, ela assumiu publicamente seu relacionamento com empresário Enrique Rivero Lake, com quem se casou no civil e no religioso numa cerimônia íntima realizade dia 6 de dezembro de 2008. Algumas semanas mais tarde, anunciou que estava grávida de uma menina chamada Natália, que veio ao mundo por cesária no dia 7 de março de 2009 as 08:15 h em um hospital na Cidade do México.
No mês de Novembro de 2011, Chantal e seu marido Enrique, anunciaram a perda do seu segundo filho de forma espontânea e nesse mesmo ano interpretou ''Mireya'' em Rafaela. Entre 2012 e 2013 interpretou a grande vilã Octávia Cotilla em La Mujer de Vendaval. Em 2015 a atriz interpretou a vilã cômica Sandra em Antes Muerta que Lichita, onde compartilhou créditos com Maitê Perroni entre outros. Em 2017 a atriz volta com um papel diferente, da coprotagonista e uma das irmãs Samperio no remake mexicano de El Bien amado onde dará vida a Justina.

## Vida pessoal
É filha da primeira atriz Jacqueline Andere e do diretor cinematográfico José María Fernández Unsáin, irmã de José María Fernández "Pirru" e cunhada da cantora Ana Bárbara; e também foi cunhada da falecida atriz Mariana Levy.
Foi casada pela primeira vez com Roberto Gómez Fernández, filho de Roberto Gómez Bolaños "Chespirito" com quem não teve filhos e se divorciou. Voltou a casar em 6 de dezembro de 2008 com Enrique Rivero Lake, com quem teve sua primeira filha, chaamada Natalia, nascida em 7 de março de 2009. Em 7 de maio de 2014 nasceu Sebastíán, segundo filho do casal.

## Filmografia

### Televisão
| Ano  | Título                        | Personagem                             | Notas                             |
| ---- | ----------------------------- | -------------------------------------- | --------------------------------- |
| 1988 | Dulce desafío                 | Rebeca Zenteno                         | Antagonista                       |
| 1989 | Un rostro en mi pasado        | Mariela Vidal                          | Protagonista Secundária           |
| 1991 | Madres egoístas               | Carmen Ledesma Arriaga                 | Protagonista Secundária           |
| 1993 | Los parientes pobres          | Alba Zavala                            | Principal Antagonista             |
| 1994 | Marimar                       | Angélica Narváez de Santibáñez         | Principal Antagonista             |
| 1995 | Acapulco, cuerpo y alma       | Haydeé San Román                       | Principal Antagonista             |
| 1996 | Sentimientos ajenos           | Leonor de la Huerta                    | Principal Antagonista             |
| 1998 | La usurpadora                 | Estefanía Bracho de Montero            | Antagonista                       |
| 1999 | Cuento de Navidad             | Beatriz de Rodríguez Coder (Betty)     |                                   |
| 2001 | El noveno mandamiento         | Clara Durán de Villanueva (jovem)      | Episódio: "15 de janeiro de 2001" |
| 2001 | La Intrusa                    | Raquel Junquera Brito                  | Antagonista                       |
| 2001 | Diseñador ambos sexos         | Fabiola Montemayor de Shrinner         |                                   |
| 2002 | La otra                       | Bernarda Sáenz (jovem)                 | Episódio: "22 de maio de 2002"    |
| 2003 | Amor real                     | Antonia Morales                        | Antagonista                       |
| 2005 | Barrera de amor               | Manola Linares de Zamora               | Antagonista                       |
| 2006 | Cantando Por Un Sueño         | Ela mesma/ participante                | Reality show da Televisa          |
| 2007 | S.O.S.: Sexo y otros Secretos | Natalia                                |                                   |
| 2007 | Destilando Amor               | Minerva Olmos de Montalvo              | Antagonista                       |
| 2008 | Otro Rollo                    | Dominga de Alcántara                   |                                   |
| 2009 | Sortilegio                    | Raquel Albéniz Sarmiento de Castelar   | Antagonista                       |
| 2011 | Rafaela                       | Mireya Vival de Báez                   | Antagonista                       |
| 2012 | La Mujer Del Vendaval         | Lic. Octavia Cotilla vda. de Hernández | Principal Antagonista             |
| 2013 | Como dice el dicho            | Juana Chávez                           |                                   |
| 2013 | Estrella2                     | Vários personagens                     | Convidada especial                |
| 2015 | Antes muerta que Lichita      | Sandra Madariaga                       | Antagonista                       |
| 2017 | El bienamado                  | Justina Samperio Castro                | Coadjuvante                       |
| 2018 | Tenías que ser tú             | Lorenza Moscona Elorza de Fernández    | Coadjuvante                       |
| 2021 | Parientes a la fuerza         | Leticia "Lety" Sanz de Cruz            | Antagonista                       |
| 2021 | Mi fortuna es amarte          | Constanza Robles García de Martínez    | Antagonista                       |
| 2023 | El maleficio                  | Dolores Zaragoza                       | Antagonista                       |
| 2024 | El Conde: Amor y honor        | Josefina Pérez de Zambrano             | Antagonista                       |
| 2025 | Velvet: el nuevo imperio      | Blanca Morales                         | Secundária                        |

## Teatro
| Ano       | Título                          |
| --------- | ------------------------------- |
| 2018      | El beso de la mujer araña       |
| 2016      | MYST                            |
| 2014-2015 | La fierecilla tomada            |
| 2012      | Pasiones peligrosas             |
| 2010      | Nada de sexo que somos decentes |
| 2010      | La Güera Rodríguez              |
| 2010      | Cena de matrimonios             |
| 2009      | Víctor Victoria                 |
| 2006      | Cabaret                         |
| ?         | Amor sin barreras               |
| ?         | Una pareja con ángel            |
| 1987      | La pandilla                     |
| 1986      | Blancanieves y los siete enanos |
| ?         | Polo, pelota amarilla           |

## Discografia
| Ano  | Discografia                                                                  |
| ---- | ---------------------------------------------------------------------------- |
| 1990 | Chantal Regresa - Produzido por Rafael Pérez Botija e distribuído por Melody |
| 1992 | Chantal - Distribuido por Melody                                             |
| 1995 | Tentaciones                                                                  |

Videoclipes
| Año  | Video Clips |
| ---- | ----------- |
| 1990 | Regresa     |
| 1990 | Músculo     |
| 1990 | Virginia    |

## Prêmios e Indicações
| Ano  | Festival                                                      | Categoria                 | Nomeações                | Resultado |
| ---- | ------------------------------------------------------------- | ------------------------- | ------------------------ | --------- |
| 1990 | Prêmio TVyNovelas                                             | Melhor Atriz Debutante    | Dulce desafío            | Venceu    |
| 1990 | Prêmio TVyNovelas                                             | Melhor Revelação Feminina | Dulce desafío            | Indicada  |
| 1992 | Prêmio TVyNovelas                                             | Melhor Atriz Jovem        | Madres egoístas          | Indicada  |
| 1994 | Prêmio TVyNovelas                                             | Melhor Atriz Antagônica   | Los parientes pobres     | Indicada  |
| 1994 | Prêmios ACE de Nova York                                      | Melhor Atriz Revelação    | Los parientes pobres     | Venceu    |
| 1995 | Prêmio TVyNovelas                                             | Melhor Atriz Antagônica   | Marimar                  | Indicada  |
| 1997 | Prêmio TVyNovelas                                             | Melhor Atriz Antagônica   | Sentimientos ajenos      | Venceu    |
| 1999 | Prêmio TVyNovelas                                             | Melhor Atriz Coadjuvante  | La usurpadora            | Indicada  |
| 2002 | Prêmio Bravo                                                  | Melhor Atriz de Comédia   | Diseñador de ambos sexos | Venceu    |
| 2004 | Prêmio TVyNovelas                                             | Melhor Atriz Antagônica   | Amor real                | Indicada  |
| 2007 | Premios de la Asociación de Cronistas y Periodistas Teatrales | Melhor Atriz              | Victor Victoria          | Venceu    |
| 2008 | Prêmio TVyNovelas                                             | Melhor Atriz Antagônica   | Destilando amor          | Venceu    |
| 2008 | Prêmio Bravo                                                  | Melhor Atriz Antagônica   | Destilando amor          | Venceu    |
| 2010 | Premios de la Asociación de Cronistas y Periodistas Teatrales | Melhor Atriz de Comédia   | La Güera Rodríguez       | Venceu    |
| 2012 | Prêmio TVyNovelas                                             | Melhor Atriz Antagônica   | Rafaela                  | Indicada  |
| 2014 | Premios de la Asociación de Cronistas y Periodistas Teatrales | Melhor Atriz de Comédia   | La fierecilla tomada     | Venceu    |
| 2016 | Prêmio TVyNovelas                                             | Melhor Atriz Co-Estelar   | Antes muerta que lichita | Indicada  |